# Стависский, Юрий Яковлевич
Юрий Яковлевич Стависский (22 июня 1927, Москва — 10 января 2010, там же) — советский и российский физик, специалист в области ядерной и реакторной физики. Один из создателей первого в мире импульсного периодического реактора ИБР.
Окончил инженерно-физический факультет Московского механического института (1950). В 1950—1973 работал на объекте «В» 9-го управления МВД, который с 1960 года приобрел статус Физико-энергетического института: старший лаборант, младший научный сотрудник, старший научный сотрудник, заведующий физическим отделом.
Участвовал в пуске всех нейтронноразмножающих систем в Обнинске: БР-1, БР-2, БР-5, БФС, реакторов для атомных подводных лодок. Также занимался созданием физической аппаратуры для реакторов, нейтронных спектрометров, детекторов.
Покинул ФЭИ в результате внутриинститутского конфликта. В 1973—1999 начальник отдела нейтронных источников в Институте ядерных исследований (Троицк).
В 1999 году уехал на жительство в Германию, но продолжал оставаться консультантом по созданию нейтронного источника в Лаборатории нейтронной физики.
Автор книги воспоминаний «Мы из Обнинска: записки нейтронщика» (М., Энергоиздат, 2002).
Награждён орденом «Знак Почёта», Золотой медалью ВДНХ, медалью «За трудовую доблесть», золотой медалью имени И. М. Франка.
4 января 2010 года в Москве был сбит машиной и получил травму головы, в результате которой через несколько дней умер.